# Karl Amon (Theologe)
Karl Amon (* 13. März 1924 in Bad Aussee; † 10. Jänner 2017 ebenda) war ein österreichischer römisch-katholischer Kirchenhistoriker.

## Leben
Er wurde während des Zweiten Weltkrieges an der Ostfront bei einem Einsatz schwer verwundet. Während des Lazarettaufenthaltes begann er im Februar 1944 an der Philosophisch-Theologischen Hauslehranstalt des Priesterseminars in Graz das Theologiestudium und wurde am 11. Juli 1948 zum Priester geweiht. Dem Doktoratsstudium mit der Dissertation zum Benediktinerinnenkloster Traunkirchen folgte am 19. Dezember 1953 die Promotion zum Doktor der Theologie. Es folgten außerdem ein Lehramtsstudium und schließlich 1959 die Habilitation im Fach Kirchengeschichte. Er lehrte von 1960 bis 1987 als ordentlicher Professor Kirchengeschichte an der Universität Graz. Er verfasste unzählige Beiträge zur Kirchen-, Frömmigkeits- und Regionalgeschichte sowie auch zu liturgischen Fragen.
Als Mitglied der Historischen Landeskommission für Steiermark (HLK) regte er außer dem Quelleneditionen von Visitations-, Ordinations- und Konsekrationsprotokollen an. Auch war er maßgeblich an der Erstellung des Deutschen Messbuches und des Gesangbuches Gotteslob beteiligt. Er hatte einen Lehrauftrag für Kirchenmusik an der heutigen Kunstuniversität Graz inne und trug den Titel Ehrenprälat Seiner Heiligkeit.

## Schriften (Auswahl)
- Geschichte des Benediktinerinnenklosters Traunkirchen im Salzkammergut. Graz 1949, OCLC 632580313 (zugleich Dissertation, Graz 1953).
- Die Steiermark vor der Glaubensspaltung. Kirchliche Zustände 1490–1520. Lieferung 1. Kirchliche Einteilung und Verfassung (= Geschichte der Diözese Seckau. Band 3,1). Styria, Graz/Wien/Köln 1960, OCLC 248858578.
- Erneuerte Messfeier. Warum und wie?. Styria, Graz/Wien/Köln 1965, OCLC 69146193.
- als Herausgeber: Die Bischöfe von Graz-Seckau 1218–1968 (= Veröffentlichungen des Steiermärkischen Landesarchives. Band 7). Styria, Graz/Wien/Köln 1969, OCLC 602359513.
- als Herausgeber: Ecclesia peregrinans. Josef Lenzenweger zum 70. Geburtstag. Verband Wissenschaftlicher Gesellschaften Österreichs, Wien 1986, ISBN 3-85369-623-6.
- als (Mit)-Herausgeber: Geschichte der katholischen Kirche. Ein Grundkurs. Studienausgabe. Verlag Styria, Graz/Wien/Köln 1990, ISBN 3-222-11894-9, bes. S. 181–313 (Mittelalter).
- als Herausgeber mit Maximilian Liebmann: Kirchengeschichte der Steiermark. Styria, Graz/Wien/Köln 1993, ISBN 3-222-12183-4.
- als Herausgeber: Die Salzburger Archidiakonenvisitation von 1523–1525 in der Steiermark (= Quellen zur geschichtlichen Landeskunde der Steiermark. Band 12). Historische Landeskommission für Steiermark, Graz 1993, ISBN 3-901251-03-0.
- als Herausgeber: Der heilige Nonnosus von Molzbichl (= Das Kärntner Landesarchiv. Band 27).  Verl. des Kärntner Landesarchivs, Klagenfurt 2001, ISBN 3-900531-49-8.